# Vladislav Vashchuk
Vladislav Vashchuk (Kiev, Unión Soviética, 2 de enero de 1975), es un exfutbolista ucraniano, actualmente retirado, que se desempeñaba como defensa o lateral izquierdo.

## Clubes
| Club                   | País    | Año         | Partidos | Goles |
| ---------------------- | ------- | ----------- | -------- | ----- |
| FC Dinamo Kiev         | Ucrania | 1993 - 2003 | 200      | 8     |
| FC Spartak Moscú       | Rusia   | 2003        | 25       | 1     |
| FC Chornomorets Odesa  | Ucrania | 2004 - 2005 | 24       | 1     |
| FC Dinamo Kiev         | Ucrania | 2005 - 2008 | 37       | 1     |
| FC Lviv                | Ucrania | 2008 - 2009 | 18       | 2     |
| FC Chornomorets Odessa | Ucrania | 2009 - 2010 | 30       | 3     |
| FC Volyn Lutsk         | Ucrania | 2010 - 2011 | 24       | 1     |